# Maria Pia Luzi
Maria Pia Luzi (* 15. April 1941 in Mailand) ist eine italienische Schauspielerin. 

## Leben
Sie war mit dem Filmregisseur und Drehbuchautor Alberto Cavallone bis zu seinem Tod 1997 verheiratet und ist Mutter eines Kindes.

## Wirken
Ihr Filmdebüt gab sie in Michelangelo Antonionis preisgekröntem Spielfilm Die Nacht im Jahr 1961.
Einige ihrer bekannten Filmpartner waren Marcello Mastroianni, Jeanne Moreau, Pier Angeli und José Ferrer.
Ab dem Jahr 1970 trat sie unter dem Künstlernamen Jane Avril in Erscheinung. Ihren bisher letzten Film Maldoror drehte sie 1977 unter der Regie ihres Mannes.

## Filmografie
- 1961: Die Nacht (La notte)
- 1961: Meuterei (L’ammutinamento)
- 1962: I pianeti contro di noi
- 1963: Avventura al motel
- 1963: Verspätung in Marienborn
- 1963: Gli imbroglioni
- 1963: Versuchung in Liebe (Un tentativo sentimentale)
- 1970: Le désirable et le sublime
- 1970: Dal nostro inviato a Copenaghen
- 1971: Quickly – Spari e baci a colazione
- 1964–1972: Le inchieste del commissario Maigret (Fernsehserie, 2 Folgen)
- 1973: Der Todeskuß des Paten (Baciamo le mani)
- 1973: Mädchen im Knast (Diario segreto da un carcere femminile)
- 1973: Ritorno (Fernsehfilm)
- 1973: Afrika
- 1974: Zelda
- 1977: L’uomo, la donna e la bestia – Spell
- 1977: Maldoror